# 바니타스의 카르테
《바니타스의 수기(Carte)》(일본어: ヴァニタスの手記 ヴァニタスのカルテ[*])는 모치즈키 준의 이전 작품인 《판도라하츠》의 차기작 만화 작품이다. 스퀘어에닉스에서 출간되고 있는 만화잡지 〈월간 간간 JOKER〉에서 연재되고 있다.

## 스토리
──들어본 적 없습니까?
흡혈귀에게 저주를 흩뿌린다는 기계장치의 마도서 이야기를, 지금 '바니타스의 서(書)'에 이끌려 주역들은 파리로 모인다.
「Pandora Hearts」의 모치즈키 준이 선사하는 흡혈귀담, 개막.

## 등장인물
- 바니타스 (ヴァニタス)

Vanitas
| 연령 | 18세   |
| 신장 | 176 cm |
검은 머리, 푸른 눈동자를 지닌 남자.
비공선 「하늘을 부유하는 고래호(라 발렌)」에서 노에와 만난다.
밤피르 전문의라고 지칭하며 「바니타스의 서(書)」의 힘으로 밤피르를 구하는 것이 목적이라고 말하지만….
- 노에 (ノエ)

Noé
| 연령 | 19세   |
| 신장 | 187 cm |
「바니타스의 서(書)」를 찾으러 파리에 온 밤피르.
피를 마심으로써 상대의 기억을 읽어내는 「아르시비스트(피를 파해치는 송곳니)」의 일족.
신사적이고 정중한 말투지만, 자신의 감정에 대해 솔직하게 행동하는 타입.
- 푸른 달의 밤피르 (蒼月の吸血鬼[4])

The vampire of the blue moon
불길함을 상징하는 푸른 보름달이 뜨는 밤에 태어난 이단 밤피르.
저주의 마도서 「바니타스의 서(書)」 와 「화명(禍名)」의 저주를 만들어낸 것으로 알려져 있다.
- 잔느 (ジャンヌ)

Jeanne
「업화(業火)의 마녀」 란 이명이 있는 여성 밤피르.
루스벤 경의 「부로(처형인)」 지만, 부로로써가 아닌 「슈발리에(기사)」 로써 루카를 섬긴다.
무기로는 「붉은 건틀렛(카르페 디엠)」 을 다루며 압도적인 전투력으로 노에와 바니타스를 몰아붙일 정도로 엄청나게 힘이 세다.
- 루카 (ルカ)

Luca
잔느와 동행하고 있는 밤피르 소년.
「저주 보유자」 가 된 자신의 형을 구하기 위해 「바니타스의 서(書)」를 가지고 있는 그(바니타스)를 찾으러 파리에 오게 된다.
- 도미니크 드 사드 (ドミニク・ド・サド)

Dominique De Sade
| 연령 | 20세 |
밤피르의 명가, 사드 가의 영애인 여성 밤피르.
할아버님의 심부름으로 「바니타스의 서(書)」를 찾으러 간 노에의 뒤를 쫓아 파리로 오게 된다.
노에와는 소꿉친구이며, 그(노에)의 선생님이 그녀의 조부였기에 그것을 계기로 자주 어울려 친구가 되었다고.
- 로랑 포르티스 (ローラン・フォルティス)

Laurent Fortis
교회의 대 밤피르 부대, 「샤세르(사냥꾼)」의 소속인 남자.
세계의 이치를 비트는 붉은 눈의 이단자(밤피르)를 사냥하는 「팔라딘(성기사)」 이기도 하다.
- 단테 (ダンテ)

Dante
| 연령 | 18세 |
처진 눈에 눈물점이라는 외모적 특징이 있는 담피르.
바니타스와 친분이 있으며, 그에게 협력하고 있는 정보상이다.
- 요한 (ヨハン)

Johann
단테의 동료로, 그와 같은 담피르 남성.
여성스러운 말투와 제스처로 이야기하는 것이 특징.
- 리체 (リーチェ)

Riche
단테의 동료로, 그와 같은 담피르 여성.
역사적인 것들의 대해 자세히 알고 있다.
- 루스벤 경(ルスヴン卿)

Lord Ruthven
루카의 숙부.
원로원에 소속된 밤피르 세계의 중진이다.
- 파크스 오를록 (パークス・オルロック)

Parks Orlok
「이계영주(異界領主)」의 밤피르 백작.
여왕의 명을 받고 인간계와 흡혈계의 균형이 유지되도록 파리에서 일어나는 밤피르들의 행동을 감시하고 있다.
- 녹스 (ノックス)

Nox
오를록을 모시고 있는 여성 밤피르.
메이드 복장을 하고 있다. 마네의 누나.
- 마네 (マーネ)

Manet
오를록을 모시고 있는 남성 밤피르.
집사 복장을 하고 있다. 녹스의 남동생.
- 무르 (ムル)

Murr
노에가 데리고 다니는 오드아이 고양이.
- 아멜리아 루스 (アメリア・ルース)

Amelia Ruth
비공선 「하늘을 부유하는 고래호(라 발렌)」에서 노에와 만난 여성.
1화에 등장하며, 노에와 바니타스가 함께 동행하게 되는 계기를 제공해 준다.

## 용어
- 바니타스의 서 (ヴァニタスの書)

The Book of Vanitas
동화 「푸른 달의 밤피르」의 작중에서 언급되는 푸른 가죽 표지에 칠흑의 종이로 만들어진 기계장치의 「마도서(그리무아르)」.
화명에 간섭하여 저주 보유자인 밤피르를 낫게 할 수 있다.
- 저주 보유자 (呪持ち)

Curse-Bearers
바니타스의 저주를 받아 진명이 왜곡된 밤피르를 일컫는다.
- 진명 (真名)

True Name
밤피르 각자가 지니고 있는 진정한 이름.
각각의 존재를 구성하는 구성식이자 목숨 그 자체. 밤피르에게 있어 저주란 진명이 개찬(改竄)되는 것이다.
- 화명 (禍名)

Malnomen
저주에 의해 왜곡된 진명의 말로.
일반적인 방법으로는 치료가 불가능하다고 여겨지며, 화명으로 침식된 밤피르는 정신을 잃고, 흡혈충동에 저항하지 못하게 된다.
- 성벽석/아스트르마이트 (星碧石/アストルマイト)

Astermite
파리에서 사용되는 증기기관 연료 대부분이 이것으로 이루어져 있다.
석탄과 달리 공기를 오염시키지 않으며, 비공선의 양력발생장치, 가로등, 차, 트램 등에 사용되어 만능석이라고 부르기에 손색이 없다.
사실은 「바벨(혼돈)」이라는 사건 때 만들어진, 본래 이 세상에 존재하지 않았던 광물이라고 한다.
- 바벨/혼돈 (バベル/混沌)

The Babel Incident
위대한 연금술사 파리켈수스의 세계식으로의 간섭 실험에 의해 생겨난 세계의 이치를 갈아엎은 사건.
파리켈수스는 인간이 사는 세계 바로 옆― 한 발짝 떨어진 곳에 이 세상 모든 것이 「식」 에 의해 바뀐 영역이 존재한다는 「세계식(世界式) 이론」 을 내놓았다.
그것은 이 「세계의 구성식」 을 자유롭게 바꿔쓸 수가 있다면 인간계에 만연하는 온갖 병고를 지우고 사람들을 행복으로 인도하는 것이 가능하다는 이론이었다.
그는 각지에 협력자를 모아 대규모인 세계식으로의 간섭실험을 실행하였고 그 결과, 이제까지 없었던 것(세계식으로의 간섭에 의해 본래의 구성식이 고쳐 써진 존재)들이 세계에 생겨나게 된다.
과거에 본 적 없는 「빛을 발하는 꽃」 , 파랗게 빛나는 광석 「아스트르마이트」 , 그리고 붉은 눈을 지닌 인간이 아닌 「흡혈귀(밤피르)」 들이었다.
- 흡혈귀/밤피르 (吸血鬼/ヴァムピール)

Vampires
「바벨(혼돈)」 에 의해 인간이 가진 구성식이 고쳐 써진 결과로 생긴 새로운 종족.
이로인해 생겨난 밤피르들은 붉은 보름달이 뜨는 밤에 태어난다고 하여 「홍월의 흡혈귀(紅月の吸血鬼)」 라고도 불린다.
- 경계 (境界)

Boundaries
「바벨(혼돈)」 에 의해 발생한 공간의 뒤틀림.
인간 세계와 밤피르의 세계인 알투스(アルタス/異界)를 잇고 있으며, 마찬가지로 '바벨'에 의해 태어난 밤피르 밖에 건널 수 없다.
- 담피르 (ダムピール)

Dhampirs
밤피르와 인간 사이에서 태어난 혼혈인 또 다른 종족.
- 샤세르 (シャスール)

Chasseurs
교회의 대 밤피르 부대, 사냥꾼.
- 소유인/마킹 (所有印/マーキング)

Mark of Possession
밤피르의 권속이라는 증거로 몸에 새겨지는 표식.

## 단행본
| 권수 | 표지(의 캐릭터) | 목차 | 책 소개 | 국외(원서) 발행일 2016년 | 국내(정식) 발행일 2017년 |
| ---- | --------------- | --- | --- | ------------------------ | ------------------------ |
| 1    | 바니타스        | Memoire1 Vanitas （ラスティ＝ホープスの場合） 러스티 홉스의 경우 Memoire2 Noé （花の都にて） 꽃의 도시에서 Memoire3 Jeanne （業火の魔女） 업화의 마녀Memoire4 Femme fatale （恋） 사랑                                                                                   | "그리 멀지 않은 미래에 흡혈귀(너희)는 멸망한다." ──들어본 적 없습니까? 흡혈귀에게 저주를 흩뿌린다는 기계장치의 마도서(그리무아르) 이야기를. 지금 바니타스의 서(書)에 이끌려 이야기의 톱니바퀴는 돌아가기 시작한다…. 「19세기 파리×흡혈귀×스팀펑크」를 테마로 「Pandora Hearts」의 모치즈키 준이 선사하는 저주와 구원의 흡혈귀담, 개막. | 4월 22일                 | 6월 13일                 |
| 2    | 노에            | Memoire5 Archiviste （血を暴く牙） 피를 파헤치는 송곳니Memoire6 Altus （異界） 이계 Memoire7 Bal maque （仮面が嗤う夜） 가면이 비웃는 밤 Memoire8 Louis （血だまりに沈む君の） 피웅덩이에 가라앉는 너의Memoire9 réminiscence （友） 친구Memoire10 Salvatio （疑問） 의문 | "필요해…너의 피가." ――여기는 사람이 발을 들여놓은 적 없는 또 하나의 파리. 저항할 수 없는 흡혈 충동, 확산되는 저주,기억 속 깊은 곳, 잃어버린 나날. 음모로 소용돌이 치는 가면 무도회에, 지금 푸른달이 드놉게 떠오른다. 「Pandora Hearts」의 모치즈키 준이 선사하는 흡혈귀담, 화려하게 춤추는 제2권.                                      | 10월 22일                | 7월 10일                 |
| 권수 | 표지(의 캐릭터) | 목차 | 책 소개 | 2017년                   | 2017년                   |
| 3    | 바니타스&노에   | Memoire11 Deux Ombres （出発点） 출발점Memoire12 Pause 온쉼표 Memoire13 glissando （滑奏） 활주 Memoire14 Catacombes （死が眠る場所） 죽음이 잠든 곳Memoire15 chasseur （紅を狩る者） 붉은색을 사냥하는 자                                                               | "이길 수 있어요, 우리라면." ──가면무도회가 끝나도 음악은 멈추지 않는다. 지하묘지에 울려 퍼지는 음모의 멜로디. 무대는 또 다시 파리로 돌아와, 이제 싸움의 막이 오른다. 인간과 흡혈귀, 사냥당하는 건 어느 쪽일까? | 4월 22일                 | 9월 12일                 |
| 4    | 잔느            | Memoire16 Galop （擾乱の果てに） 소란의 끝에Memoire17 Cicatrice No.69Memoire18 Dos à dos （救済の在り方） 구제의 본연의 자세Memoire19 Serment （呪縛） 주박Memoire20 Serment （約束ー前編ー） 약속 ー전편ーMemoire21 Serment （約束ー後編ー） 약속 ー후편ー              | "구원받기를 원하는 것은 누구인가." 대 밤피르 부대 '사냥꾼'. 압도적인 '그림자의 저주 보유자'. 지하 납골당에서 기다리고 있는 위협에, 바니타스와 노에는 무얼 위해서 싸우고 누구를 구할 것인가? ──등을 맡긴다. 언젠가 그 송곳니가, 서로를 훼손하는 운명이었다고 하더라도.                                                                  | 11월 22일                | 12월 22일                |
| 권수 | 표지(의 캐릭터) | 목차 | 책 소개 | 2018년                   | 2018년                   |
| 5    | 바니타스&노에   | Memoire22 Hurler 부르는 소리 Memoire23 Au pas camarade (步調) 보조 Memoire24 forêt d'argent 해후 Memoire25 Endroit approprié (混戰) 혼전 Memoire26 Dissonance 삐걱거리는 웃음소리 Memoire27 Cage de neige 앙금 Entracte 막간 Chambre d'enfants 빗소리의 꿈               | "나는 뱀파이어를 '구원'하기 위해 여기에 왔다. ··· 너는 다른가." 일찍이 프랑스를 공포에 빠트렸던 '제보당의 괴수'가 19세기에 부활한다. '괴수'와 흡혈귀의 연관성을 조사하던 바니타스 일행 앞을 성기사 아스톨포와 업화의 마녀 잔느가 막아선다. 하얗게 갇힌 세계에서 웃는 자는 과연 누구인가──.                                             | 7월 21일                 | 9월 4일                  |
|      |                 | | |                          |                          |
| 귄수 | 표지(의 캐릭터) | 목차 | 책 소개 | 2019년                   | 2019년                   |
| 6    | 아스톨포        | Memoire28 Dal segno 물음표 Memoire29 Châte au de sorcière 마녀와 청년 Memoire30 Strascinando 트릴 Memoire31 Oiseau et ciel 새와 하늘 Memoire32 Visiteur 괴수의 발소리 Memoire33 Cauchemar (鳴動) 명동 Memoire34 Jean-Jacques 샤스텔의 흡혈귀                             | "자, 갑시다. 마녀의 거성으로──." 바니타스와 노에가 쫓는 '제보당의 괴수'사건. 그 중심에는 다프쉐 가문이라는 귀족의 존재가 있었다. '흡혈귀가 되어버린 딸을 인간으로 돌려놓겠다' 이 비장한 소원은 결국 '괴수'탄생의 울음소리로 변한다──.                                                                                                  | 2월 22일                 | 5월 9일                  |
|      |                 | | |                          |                          |
| 귄수 | 표지(의 캐릭터) | 목차 | 책 소개 | 2019년                   | 2020년                   |
| 7    | 클로에&장 자크  | Memoire35 Louisette 정의의 기둥 Memoire36 Chasse aux vampires '짐승' Memoire37 Vengeance 악몽에 닿은 손 Memoire38 Nenia 죽음을 둘러싸는 자 Memoire39 Poupée fissuerée 마녀의 속 Memoire40 Avec toi 오로지 둘                                                             | 마침내 클로에의 복수가 움직이기 시작하고, 수정 장치가 그 표적을 포착한다. 바니타스의 제지도 허망하게 제보당 땅에 재앙이 탄생한다···. 눈 내리는 숲의 끝나지 않는 악몽──. '흡혈귀 사냥', 그 끝에서 기다리는 것은. | 10월 21일                | 2월 14일                 |
|      |                 | | |                          |                          |
| 권수 | 표지(의 캐릭터) | 목차 | 책 소개 | 2020년                   | 2020년                   |
| 8    | 도미니크        | Memoire41 Canorus 눈의 꽃 Memoire42 E ncore une fois 사랑 Memoire43 E ncens restant 꿈의 잔향 Memoire44 Mal d'amour 불치병 전편 Memoire45 Mal d'amour 불치병 후편 Memoire46 Un autre 상흔                                                                                | '제보당의 괴수'사건, 그 복수의 선율은 꽃이 되어 흩어진다. 눈 내리는 세계 그 끝에서 바니타스 일행에게 찾아온 변화는···. ──선택의 순간이 돌아온다. 부디 그것이 양보할 수 없는 마음이 함께 하기를. | 6월 22일                 | 9월 9일                  |
|      |                 | | |                          |                          |
| 권수 | 표지(의 캐릭터) | 목차 | 책 소개 | 2021년                   | 2021년                   |
| 9    | 미하일          | Memoire47 Hétérogène 비웃음소리 Memoire48 Rencontre 푸른 밤 Memoire49 D ouleur 착한 아이 Memoire50 Petrichor 과거를 끌어당기는 것 Memoire51 Jempest 소리 없는 외침 Entracte 막간 미아 담론                                                                               | 미하일의 함정에 유인당한 노에는 억지로 그의 피를 마시고, 강제로 기억을 보게 된다. 그것은 바니타스와 미하일이 '푸른 달의 흡혈귀'를 만나고 그를 잃기까지의 여로···. ──달의 뒷면을 들여다봐선 안 된다, '죽여라, 저 흡혈귀를, 반드시.' | 6월 22일                 | 9월 17일                 |
|      |                 | | |                          |                          |
| 권수 | 표지(의 캐릭터) | 목차 | 책 소개 | 2022년                   | 2022년                   |
| 10   | 바니타스&노에   | - | 미하일의 책략에 빠져 서로에게 칼을 겨누는 바니타스와 노에. '푸른 달'의 기억을 아무에게도 빼앗기지 않기 위해, 혹은 '소중한 이'의 목숨을 두 번 다시 잃지 않기 위해. 기도와도 닮은 그 싸움 끝에서──. 그 이빨은, 외침은, 소망은 닿을 것인가.                                                                                               | 5월 20일                 | 9월 29일                 |

### 국내 정발본
1. 바니타스의 수기(Carte) 1권 - 예스24,알라딘,인터파크,교보문고,반디앤루디스,영풍문고
2. 바니타스의 수기(Carte) 2권 - 예스24,알라딘,인터파크,교보문고,반디앤루디스,영풍문고
3. 바니타스의 수기(Carte) 3권 - 예스24,알라딘,인터파크,교보문고,반디앤루디스,영풍문고
4. 바니타스의 수기(Carte) 4권 - 예스24 보관됨 2017-12-22 - 웨이백 머신,알라딘,인터파크,교보문고 보관됨 2017-12-22 - 웨이백 머신,반디앤루디스,영풍문고

### eBook
배송상품이 아닌 다운로드 받는 디지털상품이며, 프린트가 불가하다.
1. 네이버 N스토어[깨진 링크(과거 내용 찾기)]
2. 리디북스
3. 알라딘
4. 교보문고[깨진 링크(과거 내용 찾기)]
5. 반디앤루디스

### 국외(한정) 점포 특전
페어 개최 점포에서 대상 상품을 책 한 권 구매시마다 주는 특전을 말한다.
| 바니타스의 카르테 1권 | 페어 개최 점포                    | 구입 특전       | 콜라보 페어 점포 | 연동 특전               |
| --------------------- | --------------------------------- | --------------- | ---------------- | ----------------------- |
| 바니타스의 카르테 1권 | 애니메이트                        | 미니 색지       | 애니메이트       | 더블 클리어 책갈피 세트 |
| 바니타스의 카르테 1권 | WonderGOO (일부 점포 제외)        | 엽서            | 애니메이트       | 더블 클리어 책갈피 세트 |
| 바니타스의 카르테 1권 | 전국 페어 참가 서점 (링크)        | 책갈피          | 애니메이트       | 더블 클리어 책갈피 세트 |
| 바니타스의 카르테 1권 | 유린도 (일부 점포 제외)           | 엽서            | 게이머즈         | 포스트 카드 2매 세트    |
| 바니타스의 카르테 1권 | 미라이야 서점 (일부 점포 제외)    | 일러스트 페이퍼 | 게이머즈         | 포스트 카드 2매 세트    |
| 바니타스의 카르테 1권 | 분쿄도・애니메가 (일부 점포 제외) | 일러스트 카드   | 게이머즈         | 포스트 카드 2매 세트    |
| 바니타스의 카르테 1권 | 키노쿠니야 서점 (일부 점포 제외)  | 일러스트 페이퍼 | 토라노아나       | 양면 B5 일러스트 카드   |
| 바니타스의 카르테 1권 | 북익스프레스 (일부 점포 제외)     | 일러스트 카드   | 토라노아나       | 양면 B5 일러스트 카드   |
| 바니타스의 카르테 1권 | 산세이도 서점 (일부 점포 제외)    | 일러스트 페이퍼 | 토라노아나       | 양면 B5 일러스트 카드   |

| 바니타스의 카르테 2권 | 페어 개최 점포 !! 구입특전 |                              |
| --------------------- | -------------------------- | ---------------------------- |
| 바니타스의 카르테 2권 | 애니메이트                 | 미니 색지                    |
| 바니타스의 카르테 2권 | 전국 페어 참가 서점 (링크) | 엽서                         |
| 바니타스의 카르테 2권 | WonderGOO                  | 엽서                         |
| 바니타스의 카르테 2권 | 북익스프레스               | 일러스트 카드 NO.1 Vanitas   |
| 바니타스의 카르테 2권 | 키노쿠니야 서점            | 일러스트 페이퍼 NO.2 Noé     |
| 바니타스의 카르테 2권 | 유린도                     | 엽서 NO.3 Jeanne             |
| 바니타스의 카르테 2권 | 미라이야 서점              | 일러스트 페이퍼 NO.4 Luca    |
| 바니타스의 카르테 2권 | 분쿄도・애니메가           | 일러스트 카드 NO.5 Dominique |
| 바니타스의 카르테 2권 | 산세이도 서점              | 일러스트 페이퍼 NO.6 Louis   |

| 바니타스의 카르테 3권 | 페어 개최 점포 !! 구입특전 |                                    |
| --------------------- | -------------------------- | ---------------------------------- |
| 바니타스의 카르테 3권 | 애니메이트                 | 미니 색지                          |
| 바니타스의 카르테 3권 | 전국 페어 참가 서점 (링크) | 엽서                               |
| 바니타스의 카르테 3권 | WonderGOO                  | 엽서                               |
| 바니타스의 카르테 3권 | 미라이야 서점              | 일러스트 페이퍼 NO.1 Vanitas       |
| 바니타스의 카르테 3권 | 산세이도 서점              | 일러스트 페이퍼 NO.2 Noé           |
| 바니타스의 카르테 3권 | 유린도                     | 엽서 NO.3 Vanitas & Jeanne         |
| 바니타스의 카르테 3권 | 분쿄도・애니메가           | 일러스트 카드 NO.4 Noé & Dominique |
| 바니타스의 카르테 3권 | 북익스프레스               | 일러스트 카드 NO.5 Luca & Ruthven  |
| 바니타스의 카르테 3권 | 키노쿠니야 서점            | 일러스트 페이퍼 NO.6 Laurent       |

| 바니타스의 카르테 4권 | 페어 개최 점포 !! 구입특전 |                                        |
| --------------------- | -------------------------- | -------------------------------------- |
| 바니타스의 카르테 4권 | 애니메이트                 | 미니 색지                              |
| 바니타스의 카르테 4권 | WonderGOO                  | 엽서                                   |
| 바니타스의 카르테 4권 | TSUTAYA 각 점포            | 책갈피                                 |
| 바니타스의 카르테 4권 | 전국 페어 참가 서점 (링크) | 엽서                                   |
| 바니타스의 카르테 4권 | 분쿄도・애니메가           | 일러스트 카드 NO.1 Vanitas             |
| 바니타스의 카르테 4권 | 북익스프레스               | 일러스트 카드 NO.2 Noé                 |
| 바니타스의 카르테 4권 | 키노쿠니야 서점            | 일러스트 페이퍼 NO.3 Jeanne            |
| 바니타스의 카르테 4권 | 유린도                     | 엽서 NO.4 Dominique & Louis            |
| 바니타스의 카르테 4권 | 산세이도 서점              | 일러스트 페이퍼 NO.5 Ruthven           |
| 바니타스의 카르테 4권 | 쿠마 서점                  | 일러스트 페이퍼 NO.6 Laurent & Olivier |

## TV 애니메이션
분할 2쿨로, 제1쿨은 2021년 7월부터 9월까지 도쿄 MX 외에서 방영되었다. 제2쿨은 2022년 1월부터 4월까지 방영되었다.